# Albert II. von Störmede
Albert II. von Störmede († vermutlich 1290) war Truchsess der Edelherren zur Lippe sowie Marschall von Westfalen.

## Leben
Die Familie von Störmede geht auf Albert I. von Lippe ("de Luppia"; auch genannt von Störmede) zurück. Dessen Sohn war Rabodo I. Galt die Familie bislang dem hohen Adel zugehörig, war dies seit Albert II. nicht mehr der Fall, da die Familie einen Großteil ihres Besitzes verloren hatte und er in den Quellen nur in abhängiger Stellung erscheint. Dem Hause Lippe diente er trotz seiner Verwandtschaft als Truchsess. Außerdem war er als Marschall von Westfalen weltlicher Stellvertreter des Erzbischofs von Köln im Herzogtum Westfalen.
Vermutlich amtierte Albert II. zweimal als Marschall. Das erste Mal 1231–1248 und das zweite Mal 1248–1256. In seiner ersten Amtszeit erscheint er als Zeuge, als Graf Adolf I. von Waldeck 1231 vor Erzbischof Heinrich zu Gunsten des Klosters Küstelberg auf die Patronatsrechte der Kirche in Medebach verzichtete.
In der zweiten Amtszeit führte Albert II. verbündet mit anderen westfälischen Grafen wie Gottfried III. von Arnsberg im Auftrag von Erzbischof Konrad von Hochstaden Krieg gegen seinen Verwandten Simon I. zur Lippe Bischof von Paderborn. Bei dieser Auseinandersetzung ging es um die Befestigung von Salzkotten. Bei dem Gefecht auf Wulves Kampe wurde Bischof Simon gefangen genommen und dem Erzbischof übergeben. In dem über die Angelegenheit an den Papst gesandten Bericht wird Albert II. nach den Hochadeligen als erster der Ministerialen genannt. Im selben Jahr war er Zeuge, als Erzbischof Konrad der Stadt Helmarshausen die ersten Privilegien erteilte. Im Auftrag des Erzbischofs übergab er 1255 den Brüdern Gottschalk und Hermann von Pyrmont ein Lehen. Kurz danach verlor Albert II. die Stellung als Marschall.
Urkundlich wird er noch 1280 erwähnt. Wahrscheinlich 1290, spätestens 1291 muss er verstorben sein.